# Heimdall (veckotidning)
Heimdall var en veckotidning, utgiven i Stockholm från 3 maj 1828 till 31 december 1832 av Johan Erik Rydqvist.
Heimdall uppmärksammade i främsta rummet litteraturen och teatern. Bidragen gällde inte endast svenska förhållanden, även utländska företeelser inom litteratur och konst behandlades vaket och sakkunnigt. I de samtida litterära striderna intog Heimdall en mera neutral hållning. Bland de medarbetare märks Bernhard von Beskow. Litterära bidrag lämnades dessutom av Esaias Tegnér, Frans Michael Franzén, Per Daniel Amadeus Atterbom, Pehr Henrik Ling, Karl August Nicander och Carl Wilhelm Böttiger.